# 郑珙
鄭珙（？—951年），青州人，五代十国时后汉及北漢大臣。
郑珙年轻时有异才。刘旻为太原府尹时，征辟郑珙为留守判官。乾祐初年郭威掌握政權，平定李守貞、趙思綰、王景崇三叛立下大功，其後與劉旻不和。劉旻感到不安，向鄭珙說明：「主上（隱帝劉承祐）幼弱，朝政都由郭威把持，但我卻和他不合。」他回應：「大漢政治將變得混亂，晉陽士兵勇猛，地形險要，賦稅能自給自足。閣下作為大漢宗室，如果不趁這時候定下後著，將來一定受轄制。」劉旻十分同意他的見解，就上表招募士兵防備契丹，以收買豪傑籍此擴充民兵，與郭威抗衡。
之後劉旻在太原即帝位，除授鄭珙為中書侍郎，和趙華並為同平章事。遼世宗和劉旻約為父子之國時，他擔任禮部侍郎出使遼朝，自稱「姪皇帝致書於叔天授皇帝」提請進行冊禮。遼世宗個性豪邁，使節到來都請他們喝酒吃肉；鄭珙魁梧高大、擅长喝酒，遼世宗不斷灌他喝酒，他也不推卻，惟鄭珙有病，最後飲酒飲到得腐脅疾而死。